# Olidiana marginifrons
Olidiana marginifrons är en insektsart som beskrevs av Walker 1870. Olidiana marginifrons ingår i släktet Olidiana och familjen dvärgstritar. Inga underarter finns listade i Catalogue of Life.